# Єрмаково (Нікольський район)
Єрмако́во (рос. Ермаково) — присілок у складі Нікольського району Вологодської області, Росія. Входить до складу Завразького сільського поселення.

## Населення
Населення — 89 осіб (2010; 128 у 2002).
Національний склад (станом на 2002 рік):
- росіяни — 99 %